# Donje Čičevo
Donje Čičevo je naseljeno mjesto u gradu Trebinju, Republika Srpska, BiH.

## Povijest
U Čičevu se nalazio benediktinski samostan Svetoga Petra.

## Stanovništvo

### 1991.
Nacionalni sastav stanovništva 1991. godine, bio je sljedeći:
ukupno: 258
- Muslimani - 149
- Srbi - 101
- Hrvati - 1
- ostali, neopredijeljeni i nepoznato - 7

### 2013.
Nacionalni sastav stanovništva 2013. godine, bio je sljedeći:
ukupno: 510
- Srbi - 454
- Bošnjaci - 51
- Hrvati - 1
- ostali, neopredijeljeni i nepoznato - 4